# Agnes-Maria von Andechs-Meranien

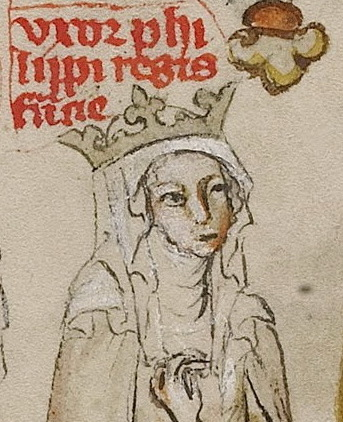
Abbildung der Agnes-Maria von Andechs-Meranien, mittelalterliche Miniatur

Agnes-Maria von Andechs-Meranien (* um 1172; † 18. oder 19. Juli 1201 in der Burg Poissy), in verschiedenen französischen Chroniken nur Maria genannt, stammte aus dem Haus der Grafen von Andechs und war von 1196 bis 1200 die dritte Ehefrau des französischen Königs Philippe-Auguste. Weil dessen zweite Ehe mit Ingeborg von Dänemark aber von der päpstlichen Kurie nicht annulliert worden war, wurde Agnes-Maria niemals vom Papst als rechtmäßige Königin von Frankreich anerkannt.

## Familie
Agnes-Maria kam etwa um 1172 als Tochter des ruhmreichen Kreuzzugteilnehmers und Stauferfreunds Herzog Berthold IV. von Andechs-Meranien und dessen zweiten Frau Agnes von Rochlitz zur Welt. Ihr Vater war ein direkter Vasall des Kaisers und somit von den großen Herzogtümern in Deutschland unabhängig. Ihre Mutter stammte aus dem Haus Wettin. Zu Agnes-Marias Geschwistern zählten neben Otto, dem späteren Herzog von Meranien, der Markgraf von Istrien Heinrich, ein Bischof von Bamberg und Gertrud, die Königin von Ungarn, sowie Hedwig, die später heiliggesprochene Herzogin von Schlesien.
Agnes-Maria heiratete 1196 den französischen König Philippe-Auguste und wurde seine dritte Frau, was die Stellung der Familie im Reich weiter erhöhte. Nach der Hochzeit scheint Agnes ihren Namen in Maria geändert zu haben. Aus der Verbindung gingen drei Kinder hervor:
- Marie (* 1198; † 15. August 1238), Prinzessin von Frankreich
 ⚭ 1) 1210 Philipp I., Graf von Namur
 ⚭ 2) 22. April 1213 Heinrich I., Herzog von Brabant[2][5]
- Philipp Hurepel (* wohl 1200; † 19. Januar 1234), Graf von Clermont und von Boulogne, ⚭ 1216 mit Mathilde von Dammartin[2]
- Tristan (*/† 1201)[6]

## Leben
Agnes Marie heiratete am 1. Juni 1196 in Compiègne König Philippe-Auguste von Frankreich, der seine zweite Frau Ingeborg von Dänemark 1193 nach nur wenigen Wochen verstoßen hatte. Die Ehe war vom Papst jedoch nie annulliert worden, was Philippe-Auguste schließlich zum Verhängnis wurde. Er war folglich zwischen 1196 und 1200 kirchenrechtlich mit zwei Frauen gleichzeitig verheiratet und lebte somit in Bigamie. Ingeborg von Dänemark wollte sich auch nicht scheiden lassen und versuchte, ihren Anspruch als rechtmäßige Gemahlin des französischen Königs durchzusetzen. Papst Innozenz III. unterstützte die dänische Königstochter in ihrem Vorhaben und attackierte die neue Verbindung des französischen Königs nicht nur, weil diese Ehe aus Sicht der Kirche nicht gültig war, sondern auch aufgrund von Blutsverwandtschaft des Paars. Philipps Urgroßvater, Markgraf Engelbert II. von Istrien, und die Ururgroßmutter von Agnes, Richardis, waren Geschwister gewesen.
Philippe-Auguste reagierte zunächst nicht auf die päpstliche Kritik, weswegen die Lage schließlich eskalierte. Ein zum 6. Dezember 1199 einberufenes Konzil in der Abtei Saint-Benige in Dijon verhängte mit Wirkung zum 13. Januar 1200 das Interdikt über Frankreich. Um dessen Aufhebung zu bewirken, zeigte sich Philippe-Auguste im August 1200 schließlich kompromissbereit und versprach, so lange keinen Kontakt mehr mit Agnes-Maria zu haben, bis dass ein Verfahren über seine zweite Ehe endgültig entschieden habe. Als aber dann im Frühjahr 1201 ein Urteil zugunsten Ingeborgs von Dänemark zu erwarten war, verließ der König das Gericht, noch ehe die päpstlichen Legaten ihre Entscheidung verkünden konnten. An Agnes-Marias Status änderte dies jedoch nichts mehr. Sie war – mit ihrem dritten Kind schwanger – nach Poissy gegangen und starb in der dortigen Burg an den Folgen der Geburt am 18. oder 19. Juli des Jahres 1201. Auch das Neugeborene überlebte nicht. Agnes’ Leichnam wurde im Benediktinerkloster St. Corentin-lès-Mantes nordwestlich von Paris beigesetzt. Philippe-Auguste ließ den Namen Agnes-Marias und den Namen ihres Vaters in das Totenbuch der Abtei von Saint Denis eintragen.
Ihre beiden überlebenden Kinder Philipp und Marie wurden auf Bitten des französischen Königs vom Papst am 2. November 1201 legitimiert. Das Schicksal von Agnes-Maria wurde von François Ponsard in seiner Tragödie Agnès de Méranie verarbeitet.